# Paolo Atzei
Paolo Mario Virgilio Atzei (Mantova, 21 febbraio 1942) è un arcivescovo cattolico italiano, dal 27 giugno 2017 arcivescovo emerito di Sassari.

## Biografia
Nasce a Mantova, città capoluogo di provincia e sede vescovile, il 21 febbraio 1942. È originario di Simala, in provincia di Oristano.

### Formazione e ministero sacerdotale
Iscrittosi alla scuola media nel seminario minore dei frati minori conventuali a Sassari, frequenta poi il ginnasio serafico di Oristano e il liceo del seminario francescano di Assisi. Ottiene la licenza in teologia dopo aver seguito gli studi filosofici e teologici al Collegio internazionale "Seraphicum" di Roma.
Nell'Ordine dei frati minori conventuali emette la prima professione, il 17 settembre 1959, e quella solenne, il 27 ottobre 1963. Il 18 dicembre 1966 è ordinato presbitero.
Dopo l'ordinazione diventa rettore del seminario minore serafico di Tempio Pausania; mantiene l'incarico fino al 1973, quando è trasferito a Oristano con l'incarico di parroco della parrocchia di San Paolo, mentre nel 1979 è nominato guardiano del convento e parroco della parrocchia di San Francesco a Cagliari. A partire dal 1985 è presidente del CISM regionale sardo, fino al 1988, e ministro provinciale dei frati minori conventuali della Sardegna, fino alla nomina episcopale. È, inoltre, assistente di Azione Cattolica e membro della segreteria del Concilio plenario sardo.

### Ministero episcopale
L'8 febbraio 1993 papa Giovanni Paolo II lo nomina vescovo di Tempio-Ampurias; succede a Pietro Meloni, precedentemente nominato vescovo di Nuoro. Il 28 marzo seguente riceve l'ordinazione episcopale, nella cattedrale di Oristano, dall'arcivescovo Pier Giuliano Tiddia, co-consacranti l'arcivescovo Antonio Vitale Bommarco, O.F.M.Conv., e il vescovo Antonino Orrù.
Il 14 settembre 2004 lo stesso papa lo nomina arcivescovo metropolita di Sassari; succede a Salvatore Isgrò, deceduto il 2 maggio precedente. Il 31 ottobre prende possesso dell'arcidiocesi.
Il 27 giugno 2017 papa Francesco accoglie la sua rinuncia, presentata per raggiunti limiti di età, al governo pastorale dell'arcidiocesi di Sassari; gli succede Gian Franco Saba, del clero di Tempio-Ampurias. Rimane amministratore apostolico dell'arcidiocesi fino all'ingresso del successore, avvenuto il 1º ottobre successivo.

## Genealogia episcopale e successione apostolica
La genealogia episcopale è:
- Cardinale Scipione Rebiba
- Cardinale Giulio Antonio Santori
- Cardinale Girolamo Bernerio, O.P.
- Arcivescovo Galeazzo Sanvitale
- Cardinale Ludovico Ludovisi
- Cardinale Luigi Caetani
- Cardinale Ulderico Carpegna
- Cardinale Paluzzo Paluzzi Altieri degli Albertoni
- Papa Benedetto XIII
- Papa Benedetto XIV
- Cardinale Enrico Enriquez
- Arcivescovo Manuel Quintano Bonifaz
- Cardinale Buenaventura Córdoba Espinosa de la Cerda
- Cardinale Giuseppe Maria Doria Pamphilj
- Papa Pio VIII
- Papa Pio IX
- Cardinale Alessandro Franchi
- Cardinale Giovanni Simeoni
- Cardinale Antonio Agliardi
- Cardinale Basilio Pompilj
- Cardinale Adeodato Piazza, O.C.D.
- Cardinale Sebastiano Baggio
- Arcivescovo Pier Giuliano Tiddia
- Arcivescovo Paolo Atzei, O.F.M.Conv.

La successione apostolica è:
- Arcivescovo Roberto Carboni, O.F.M.Conv. (2016)